# Derating
Il derating è una modalità di utilizzo di un componente elettronico volta a preservare lo stesso. Il termine inglese è spesso usato anche all'interno di documentazione scritta in italiano, ma talvolta è anche tradotto come declassamento o depotenziamento di un componente.
Ogni componente elettronico ha delle limitazioni sulle grandezze elettriche che lo caratterizzano: tensione, corrente, temperatura, guadagno,.... Se, durante il suo funzionamento, il componente eccede questi limiti, può funzionare in modo non corretto (se il superamento del limite è temporaneo) o danneggiarsi in modo permanente e irreparabile (se il superamento del limite permane nel tempo). I limiti di specifica da non superare, e il tempo massimo per cui il componente può permanere oltre tali limiti prima di danneggiarsi, sono indicati nella scheda tecnica (datasheet) del componente. 

## Curva di derating
I limiti di un parametro (parametro dipendente) possono variare in funzione di un altro (parametro indipendente): in tal caso, anziché fornire un singolo valore massimo/minimo da non eccedere, il datasheet fornisce una curva di declassamento (o schema di declassamento), in inglese curva di derating. Tale curva cade per definizione all'interno della SOA (Safe Operating Area), ossia l'area del grafico racchiusa tra gli assi del grafico stesso e la curva che indica il valore massimo del parametro dipendente; la curva che delimita la SOA può quindi anche essere vista come curva di depotenziamento del 100%, ossia di utilizzo del componente fino al massimo delle sue capacità.
Nota: a livello semantico, la traduzione italiana di derating, depotenziamento, può apparire fuorviante e controintuitiva, in quanto, ad esempio, un depotenziamento dell'80% significa utilizzare un componente all'80% delle sue capacità, quindi riducendo del 20% il parametro.
Esempio: se un componente è progettato per poter dissipare al suo interno al massimo 100 watt indefinitamente, è opportuno applicare un derating dell'80%, ossia assicurarsi che il dispositivo che utilizza tale componente sia progettato in modo tale che il componente stesso non si trovi mai a dover dissipare più di 80 watt; in questo modo, se dovesse verificarsi una situazione inattesa che porta il componente a dissipare più di quanto previsto dal progetto, è probabile che tale potenza non superi comunque i 100 watt, grazie al margine di 20 watt garantito dal depotenziamento del componente.